# Anna Lidman
Anna Kristina Lidman, född 6 april 1983 i Skellefteå Sankt Olovs församling, Skellefteå, är en svensk sångerska, låtskrivare och producent bosatt i Stockholm. 

## Biografi
Anna Lidman spelade rollen som Ozzy i den svenska uppsättningen av Queens musikal We Will Rock You 2010. Hon gjorde sedan rollen på tre språk i fyra olika länder. Sverige, Norge, Tyskland och Schweiz.
2013 vann hon med sitt band EKO Sveriges Radios låtskrivartävling Svensktoppen Nästa. 
2014 medverkade hon i Melodifestivalen med EKO. 
2016 gjorde Anna Lidman solodebut med debutskivan Between Hello And Goodbye.
2017–2018 gjorde hon rollen som Magenta i den europeiska uppsättningen av musikalen Rocky Horror Show.

## Teater

### Roller
| År   | Roll                                              | Produktion                                                                                  | Regi          | Teater       |
| ---- | ------------------------------------------------- | ------------------------------------------------------------------------------------------- | ------------- | ------------ |
| 2010 | Ozzy                                              | We Will Rock You Ben Elton                                                                  | Ben Elton     | Cirkus       |
| 2017 | Magenta                                           | Rocky Horror Show Richard O'Brien                                                           | Sam Buntrock  | Europaturné  |
| 2019 | Syster Maria Douglas Maria De la Tour, understudy | En värsting till syster Alan Menken, Glenn Slater, Cheri Steinkellner och Bill Steinkellner | Anders Albien | Chinateatern |